# Теорема Сазонова
Теорема Сазонова относится к области функционального анализа.
Теорема утверждает, что ограниченный линейный оператор между двумя Гильбертовыми пространствами является радонифицирующим, если это оператор Гильберта — Шмидта.
Так же верно и обратное: если оператор не Гильберта-Шмидта, то он не является γ-радонизующим.
Результат также важен при изучении случайных процессов и Malliavin calculus, так как результаты, касающиеся вероятностной меры на бесконечномерных пространствах имеют центральное значение в этих областях.

## Теорема
Пусть G и H гильбертовы пространства и T : G → H ограниченный оператор из G в H.
T называется γ-радонизующим, если образ меры под действием отображения canonical Gaussian cylinder set measure on G is a bona fide measure on H.
T является оператором Гильберта-Шмидта, если в нём существует ортонормированный базис { ei | i ∈ I } из G, такой что
{\displaystyle \sum _{i\in I}\|T(e_{i})\|_{H}^{2}<+\infty .}
Теорема Сазонова утверждает, что T является γ-радонизующим, если это оператор Гильберта-Шмидта.
Для доказательства теоремы используется теорема Прохорова.